# Индийска литература
Индийската литература e част от литературата създадена на Индийския субконтинент до 1947 г. и в Република Индия след този период. Република Индия има 22 официално признати езика.
Най-ранните произведения на индийската литература са се предавали устно. Санскритската литература води началото си от Риг-Веда колекцията от свещени химни, датиращи от периода 1500 – 1200 г. пр. Хр. Санскритските епоси Рамаяна и Махабхарата се появяват към края на първото хилядолетие пр. Хр. Класическата санскритска литература процъфтява в първите векове на първото хилядолетие н.е., както и тамилската шангам литература и палийския канон.
През средновековния период се появява литература на езика Каннада и Телугу в 5-и и 11 век. По-късно е създадена литература на маратхийски и бенгалски език, както и на различни хинди, персийски и урду диалекти. В началото на 20 век, бенгалския поет Рабиндранат Тагор става първият нобелов лауреат на Индия. В съвременната индийска литература съществуват две основни литературни награди, които са Сахитя Академи и Джнанпит. Осем Джнанпит награди са присъдени на автори, пишещи на хинди и каннада, следвани от пет бенгалски, четири малаяламски, и три гуджарати, маратхийски и урду и 2 в асамски, тамилски и телугу.